# Maurice Grosser
Maurice Grosser (Huntsville, 23 ottobre 1903 – Manhattan, 22 dicembre 1986) è stato un pittore, critico d'arte e scenografo statunitense.

## Biografia
Maurice Grosser nacque in Alabama nel 1903 e studiò matematica ad Harvard, laureandosi nel 1924. Durante gli studi si appassionò alla pittura, perfezionandosi sotto Denman Ross; quando era ancora studente le sue opere furono esposte all'Harvard Art Museums e vinse una borsa di studio per proseguire con gli studi artistici a Parigi.
Qui incontrò nuovamente Virgil Thomson, già compagno di studi ad Harvard, ed i due intrapresero una relazione che sarebbe durata per il resto della loro vita. I due furono anche stretti collaboratori: Grosser disegnò due scenografie per due opere liriche di Thomson, Four Saints in Three Acts (1934) e The Mother of Us All (1947). Inoltre nel 1985 realizzò l'opera 18 Portraits, una serie di litografie ognuna ispirata a una composizione di Thomson.
Dal 1956 al 1967 fu critico d'arte per The Nation e dal 1969 al 1970 fu professore ospite presso l'università di Ife.
Morì a New York all'età di ottantatré anni e le sue ceneri furono sepolte nella sua città natale.

## Opere
- Painting in Public, New York, Alfred A. Knoff, 1948
- The Painter's Eye, New York. Rinehart and Co., 1951
- Critic's Eye, New York, The Bobbs-Merrill Company, Inc., 1962
- Painter's Progress, New York, Clarkson N. Potter, Inc., 1971.
- The Company They Kept: Writers on Unforgettable Friendships, New York Review Books, 2006. ISBN 9781590173343